# J. P. Kelly
John-Paul „J. P.“ Kelly (* 10. Februar 1987 in Aylesbury) ist ein professioneller britischer Pokerspieler aus England. Er ist zweifacher Braceletgewinner der World Series of Poker.

## Pokerkarriere

### Werdegang
Kelly gewann seine ersten Preisgelder bei Live-Pokerturnieren ab dem Jahr 2005 bei kleineren Turnieren in England. Im Juni 2007 war er erstmals bei der World Series of Poker (WSOP) im Rio All-Suite Hotel and Casino am Las Vegas Strip erfolgreich und kam bei zwei Turnieren der Variante No Limit Hold’em in die Geldränge. Bei der WSOP 2009 entschied der Brite ein Turnier in Pot Limit Hold’em für sich und erhielt ein Bracelet sowie knapp 200.000 US-Dollar. Im selben Jahr sicherte er sich ein weiteres Bracelet und rund 135.000 Pfund bei der World Series of Poker Europe in London. Im September 2009 kam Kelly bei der World Series of Poker Europe erneut an einen Finaltisch und beendete diesen auf dem mit über 80.000 Pfund dotierten zweiten Platz. Bei der WSOP 2011 erreichte er im Main Event den achten Turniertag und belegte den 26. Platz, der ihm rund 300.000 US-Dollar einbrachte. Ende August 2012 wurde der Brite beim High Stakes Challenge Super High Roller in Macau Zwölfter und erhielt umgerechnet knapp 600.000 US-Dollar. Seitdem blieben größere Turniererfolge aus.
Insgesamt hat sich Kelly mit Poker bei Live-Turnieren knapp 3 Millionen US-Dollar erspielt. Er war Mitglied im Team PokerStars Pro.

### Braceletübersicht
Kelly kam bei der WSOP 25-mal ins Geld und gewann zwei Bracelets:
| Jahr   | Buy-in | Turnier           | Teilnehmer | Preisgeld |
| ------ | ------ | ----------------- | ---------- | --------- |
| 2009 E | 1500 $ | Pot Limit Hold’em | 633        | 194.434 $ |
| 2009 E | 1000 £ | No Limit Hold’em  | 608        | 136.803 £ |